# Hyalinität

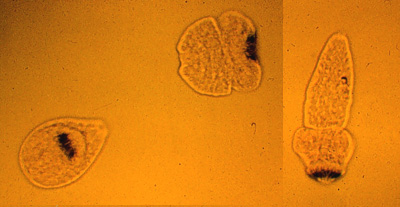
Larven des Fuchsbandwurmes (Echinococcus multilocularis) erscheinen unter dem Mikroskop hyalin

hyalin (von altgriechisch ὕαλος hyalos, deutsch ‚Glas‘) steht für „durchscheinend“, „glasig“, „klar“ oder „transparent“ und kommt beispielsweise beim Mikroskopieren zur Beschreibung optischer Eigenschaften von Zellgut vor, durch die das Licht „hindurchscheint“. Diese Eigenschaft wird als Hyalinität bezeichnet.
Hyalines Material auf hellen Unterlagen, mit bloßem Auge betrachtet, sieht meist weiß aus.
Hyalinose bezeichnet Erkrankungen mit Ablagerung hyalinen Materials in Körpergeweben, wie beim Urbach-Wiethe-Syndrom oder der Infantilen systemischen Hyalinose.
Geowissenschaftlicher Begriff
Im Zusammenhang mit vulkanischem Glas wird in den Geowissenschaften eine hyaline Struktur festgestellt, wenn ein Gestein als glasige, also nichtkristalline Masse vorliegt, die durch schnelle Abkühlung magmatischer Schmelzen entstand.